# Acadèmia Nissarda
Pour les articles homonymes, voir Academia (homonymie).
L'Acadèmia Nissarda (en niçois) (en français : « Académie niçoise »), est une société savante fondée à Nice le 19 mai 1904,. Le siège social de l'Acadèmia Nissarda est situé au Palais Masséna, 65 rue de France, à Nice.

## Historique
Dès 1898, plusieurs notables et érudits niçois se réunissent autour d'Alexandre Baréty et d'Henri Sappia, créateur en 1898 de la revue Nice Historique. Ce groupement devient officiellement l'Acadèmia Nissarda le 19 mai 1904,.
En 1962, Léon Baréty introduit la distinction Aigla Nissarda décernée par l'Acadèmia Nissarda, un équivalent local de la Légion d'honneur, Dans les années 1980, l'Acadèmia Nissarda finit par ne plus décerner l'Aigla Nissarda, puis la réintroduit en 2019. 

## Objectifs de l'académie
Cette académie s'est donné pour mission de susciter des études historiques, littéraires et artistiques qui se consacre exclusivement à Nice et à l'ancien comté de Nice Organiser des expositions et reproductions de tous objets ayant rapport à Nice, à son comté et aux hommes célèbres qui les ont illustrés 
Elle publie quatre fois par an la revue Nice Historique.
L'Academia organise chaque année un cycle de cours de niçois (langue et chant), des conférences, des sorties et un banquet, le fameux « past de l'An noù » où les membres, les socis, se retrouvent entre Nissarts.

## Fonctionnement
La principale condition pour être membre titulaire de cette société est la naissance depuis trois générations dans les limites de l'ancien comté de Nice. Certaines personnalités nées à l'extérieur peuvent cependant être associées comme membres correspondants.

## Présidents
- 19 mai 1904 - 28 février 1918 : Alexandre Baréty
- 29 avril 1919 - 10 mars 1922 : Albert Balestre
- 5 janvier 1924 - 27 mars 1926 : François Alziari de Malaussène
- 27 mars 1926 - 14 février 1931 : Jean Roissard de Bellet
- 21 mai 1931 - 4 mars 1941 : Théodore Gasiglia
- 5 juillet 1941 - 20 octobre 1962 : Joseph Giordan
- 22 décembre 1962 - 10 février 1971 : Léon Baréty
- 1er juin 1971 - 30 décembre 1977 : Jean Giraud
- 6 février 1978 - 2 novembre 2018 : Jean-Paul Baréty
- Depuis 17 avril 2019 : Jean-Paul David